# Primera División femenina de fútbol sala 2006-07
La temporada 2006-07 de Primera División es la 13.ª edición de la máxima categoría de la Liga Nacional de Fútbol Sala Femenina de España. La competición se disputa anualmente, empezó el 23 de septiembre de 2006, y terminó 2 de junio de 2006.
La Primera División consta de un grupo único integrado por dieciséis equipos. Siguiendo un sistema de liga, los dieciséis equipos se enfrentan todos contra todos en dos ocasiones -una en campo propio y otra en campo contrario- sumando un total de 30 jornadas. El orden de los encuentros se decide por sorteo antes de empezar la competición. La clasificación final se establece con arreglo a los puntos totales obtenidos por cada equipo al finalizar el campeonato. Los equipos obtienen tres puntos por cada partido ganado, un punto por cada empate y ningún punto por los partidos perdidos. El equipo que más puntos sume al final del campeonato será proclamado campeón de Liga y los que finalizan en las tres últimas posiciones descienden de categoría.
El Tecnocasa Móstoles es el equipo defensor del título, y el CD Ourense, Majadahonda Afar4 y Valencia FFS descendieron de categoría y su plaza fue ocupada por los equipos de FSF Cádiz, Collado Villalba, Castelldefels.

## Información de los equipos
| Club                       | Ciudad           | Comunidad Autónoma   | Entrenador/a                | Pabellón                            | Aforo |
| -------------------------- | ---------------- | -------------------- | --------------------------- | ----------------------------------- | ----- |
| Tecnocasa Móstoles         | Móstoles         | Comunidad de Madrid  | Ángel Sáiz                  | Villafontana                        | 450   |
| Encofra Navalcarnero       | Navalcarnero     | Comunidad de Madrid  | Héctor Posse y David Pasero | La Estación                         | 1.500 |
| UCAM El Pozo Murcia        | Murcia           | Región de Murcia     | Joaquín Peñaranda           | Infante                             |       |
| Femesala Elche Ocio Azul   | Elche            | Comunidad Valenciana | Carlos Navarro              | Esperanza Lag                       | 2.000 |
| Mainfer Zaragoza           | Zaragoza         | Aragón               | Bandera de España           | Delicias                            |       |
| Bitango Kettal Fuenlabrada | Fuenlabrada      | Comunidad de Madrid  | Javier Mendoza              | El Trigal                           |       |
| Preconte Telde             | Telde            | Canarias             | Pepe Arencibia              | Paco Artiles                        |       |
| Hegoalde KE                | Tolosa           | País Vasco           | Dani García                 | Usabal                              |       |
| Cajasur Córdoba            | Córdoba          | Andalucía            | Rafa García                 | Guadalquivir                        |       |
| FSF Gironella              | Gironella        | Cataluña             | Víctor Delgado              | Municipal de Gironella              |       |
| Valladolid FSF             | Valladolid       | Castilla y León      | Paco Mellado                | Parquesol                           |       |
| Diamante Rioja             | Logroño          | La Rioja             | María Jesús Jiménez         | Palacio de los Deportes de La Rioja | 4.000 |
| VP Soto del Real           | Soto del Real    | Comunidad de Madrid  | Luis Rivillos               | Mun. Soto del Real                  |       |
| FSF Cádiz                  | Cádiz            | Andalucía            | Kiko Oliva                  | Fernando Portillo                   |       |
| CD Collado Villalba        | Collado Villalba | Comunidad de Madrid  | Ángel Orejón                | Blas Echevarría                     |       |
| FSF Castelldefels          | Castelldefels    | Cataluña             | Joan Arisa                  | Can Roca                            |       |

### Cambios de entrenadores
| Equipo           | Entrenador (Jornadas) | Fecha de vacante      | Posición en la tabla | Entrenador entrante    | Fecha de nombramiento |
| ---------------- | --------------------- | --------------------- | -------------------- | ---------------------- | --------------------- |
| VP Soto del Real | Luis Rivillos (1-5)   | 26 de octubre de 2006 | .º                   | Ignacio Buenache (7- ) | 30 de octubre de 2006 |

## Equipos por comunidad autónoma
| Comunidad autónoma   | N.º | Equipos                                                                                       |
| -------------------- | --- | --------------------------------------------------------------------------------------------- |
| Comunidad de Madrid  | 5   | Futsi Navalcarnero, Tecnocasa Móstoles, Kettal Fuenlabrada VP Soto del Real Collado Villalba. |
| Andalucía            | 2   | Cajasur Córdoba, FSF Cádiz.                                                                   |
| Cataluña             | 2   | FSF Gironella FSF Castelldefels.                                                              |
| Región de Murcia     | 1   | UCAM El Pozo Murcia.                                                                          |
| Comunidad Valenciana | 1   | Femesala Elche.                                                                               |
| Aragón               | 1   | Mainfer Zaragoza.                                                                             |
| Canarias             | 1   | Preconte Telde.                                                                               |
| País Vasco           | 1   | Hegoalde KE.                                                                                  |
| Castilla y León      | 1   | Valladolid FSF.                                                                               |
| La Rioja             | 1   | Diamante Rioja.                                                                               |

## Clasificación
|                                          |     | Equipos                    | PJ | G  | E | P  | GF  | GC  | Dif. | Pts. |
| ---------------------------------------- | --- | -------------------------- | -- | -- | - | -- | --- | --- | ---- | ---- |
|                                          | 1.  | Femesala Elche             | 30 | 27 | 1 | 2  | 178 | 52  | +126 | 82   |
|                                          | 2.  | Encofra Navalcarnero       | 30 | 27 | 0 | 3  | 157 | 52  | +105 | 81   |
|                                          | 3.  | Tecnocasa Móstoles         | 30 | 25 | 1 | 4  | 171 | 69  | +102 | 76   |
|                                          | 4.  | UCAM Murcia                | 30 | 20 | 1 | 9  | 154 | 101 | +53  | 61   |
|                                          | 5.  | Cajasur Córdoba            | 30 | 14 | 8 | 8  | 124 | 107 | +17  | 50   |
|                                          | 6.  | Preconte Telde             | 30 | 14 | 4 | 12 | 114 | 105 | +9   | 46   |
|                                          | 7.  | Diamante Rioja             | 30 | 13 | 6 | 11 | 93  | 96  | -3   | 45   |
|                                          | 8.  | Finques Cadí Gironella     | 30 | 13 | 4 | 13 | 95  | 91  | +4   | 43   |
|                                          | 9.  | Hegoalde KE                | 30 | 12 | 7 | 11 | 97  | 97  | 0    | 43   |
|                                          | 10. | VP Soto del Real           | 30 | 10 | 4 | 16 | 90  | 114 | -24  | 34   |
|                                          | 11. | Valladolid FSF             | 30 | 9  | 5 | 16 | 91  | 128 | -37  | 32   |
|                                          | 12. | Mainfer Zaragoza           | 30 | 8  | 4 | 18 | 95  | 137 | -42  | 28   |
|                                          | 13. | Bitango Kettal Fuenlabrada | 30 | 7  | 3 | 20 | 74  | 119 | -45  | 24   |
|                                          | 14. | FSF Cádiz                  | 30 | 5  | 3 | 22 | 71  | 131 | -60  | 18   |
|                                          | 15. | Collado Villalba           | 30 | 5  | 1 | 24 | 84  | 186 | -102 | 16   |
|                                          | 16. | FSF Castelldefels          | 30 | 4  | 2 | 24 | 55  | 158 | -103 | 14   |
| Última actualización: 3 de junio de 2007 |     |                            |    |    |   |    |     |     |      |      |

|  | Campeón de Liga                       |
|  | Descendido a Segunda División 2007-08 |

|                                    |
| Bandera de la Comunidad Valenciana |
| Campeón Femesala Elche 6.º título  |

## Resultados
Los horarios corresponden a la CET (Hora Central Europea) UTC+1 en horario estándar y UTC+2 en horario de verano para los partidos disputados en la península y UTC+0 en horario estándar y UTC+1 en horario de verano para los partidos disputados en las Islas Canarias.
| Gironella            | 2 - 1 | FSF Cádiz          | 23 de septiembre | 16:30        | Mun. Gironella | 250 |
| Diamante Rioja       | 0 - 9 | Tecnocasa Móstoles | 23 de septiembre | 18:00        | Pal. Deportes  | 200 |
| Soto del Real        | 4 - 1 | Collado Villalba   | 23 de septiembre | 18:00        | Mun. Soto Real | 250 |
| Preconte Telde       | 2 - 6 | Femesala Elche     | 23 de septiembre | 18:00 (h.i.) | Paco Artiles   | 150 |
| FSF Castelldefels    | 2 - 2 | Mainfer Zaragoza   | 23 de septiembre | 18:30        | Can Roca       | 300 |
| Encofra Navalcarnero | 3 - 1 | Cajasur Córdoba    | 23 de septiembre | 18:30        | La Estación    | 150 |
| Hegoalde KE          | 1 - 2 | Valladolid FSF     | 23 de septiembre | 19:00        | Usabal         | 100 |
| Kettal Fuenlabrada   | 3 - 5 | UCAM Murcia        | 23 de septiembre | 19:00        | El Trigal      | 300 |

| Tecnocasa Móstoles | 13 - 1 | FSF Castelldefels    | 30 de septiembre | 18:15 | Villafontana      | 150 |
| Cajasur Córdoba    | 3 - 1  | Soto del Real        | 30 de septiembre | 18:30 | Guadalquivir      | 150 |
| FSF Cádiz          | 2 - 6  | Preconte Telde       | 30 de septiembre | 18:30 | Fernando Portillo | 100 |
| UCAM Murcia        | 1 - 6  | Encofra Navalcarnero | 30 de septiembre | 19:00 | Infante           | 100 |
| Valladolid FSF     | 3 - 3  | Gironella            | 30 de septiembre | 19:30 | Parquesol         | 100 |
| Femesala Elche     | 5 - 1  | Kettal Fuenlabrada   | 30 de septiembre | 19:30 | Esperanza Lag     | 150 |
| Mainfer Zaragoza   | 2 - 2  | Hegoalde KE          | 1 de octubre     | 12:00 | Delicias          | 200 |
| Collado Villalba   | 3 - 4  | Diamante Rioja       | 1 de octubre     | 12:30 | Mun. C. Villalba  | 200 |

| Hegoalde KE          | 2 - 7 | Tecnocasa Móstoles | 7 de octubre | 16:00 | Usabal         | 100 |
| Kettal Fuenlabrada   | 3 - 1 | FSF Cádiz          | 7 de octubre | 17:00 | El Trigal      | 200 |
| Gironella            | 2 - 5 | Preconte Telde     | 7 de octubre | 17:00 | Mun. Gironella | 200 |
| Valladolid FSF       | 6 - 2 | Mainfer Zaragoza   | 7 de octubre | 17:30 | Parquesol      | 100 |
| Diamante Rioja       | 4 - 2 | Cajasur Córdoba    | 7 de octubre | 18:00 | Pal. Deportes  | 150 |
| Soto del Real        | 5 - 4 | UCAM Murcia        | 7 de octubre | 18:00 | Mun. Soto Real | 200 |
| FSF Castelldefels    | 5 - 3 | Collado Villalba   | 7 de octubre | 18:30 | Can Roca       | 100 |
| Encofra Navalcarnero | 3 - 0 | Femesala Elche     | 7 de octubre | 18:30 | La Estación    | 150 |

| Mainfer Zaragoza   | 1 - 5  | Gironella            | 14 de octubre | 18:00        | Delicias          | 150 |
| Preconte Telde     | 5 - 2  | Kettal Fuenlabrada   | 14 de octubre | 18:00 (h.i.) | Paco Artiles      | 150 |
| Tecnocasa Móstoles | 10 - 1 | Valladolid FSF       | 14 de octubre | 18:15        | Villafontana      | 200 |
| Cajasur Córdoba    | 7 - 1  | FSF Castelldefels    | 14 de octubre | 18:30        | Guadalquivir      | 100 |
| FSF Cádiz          | 1 - 3  | Encofra Navalcarnero | 14 de octubre | 18:30        | Fernando Portillo | 150 |
| UCAM Murcia        | 9 - 3  | Diamante Rioja       | 14 de octubre | 19:00        | Infante           | 100 |
| Femesala Elche     | 8 - 2  | Soto del Real        | 15 de octubre | 11:30        | Esperanza Lag     | 200 |
| Collado Villalba   | 3 - 2  | Hegoalde KE          | 15 de octubre | 12:30        | Mun. C. Villalba  | 200 |

| Soto del Real        | 3 - 2  | FSF Cádiz          | 21 de octubre | 17:00 | Mun. Soto Real | 100 |
| Valladolid FSF       | 5 - 7  | Collado Villalba   | 21 de octubre | 17:30 | Parquesol      | 150 |
| Mainfer Zaragoza     | 1 - 4  | Tecnocasa Móstoles | 21 de octubre | 18:00 | Delicias       | 150 |
| Diamante Rioja       | 3 - 3  | Femesala Elche     | 21 de octubre | 18:00 | Pal. Deportes  | 200 |
| Gironella            | 5 - 0  | Kettal Fuenlabrada | 21 de octubre | 18:00 | Mun. Gironella | 200 |
| FSF Castelldefels    | 1 - 5  | UCAM Murcia        | 21 de octubre | 18:30 | Can Roca       | 150 |
| Encofra Navalcarnero | 12 - 2 | Preconte Telde     | 21 de octubre | 18:30 | La Estación    | 200 |
| Hegoalde KE          | 4 - 4  | Cajasur Córdoba    | 22 de octubre | 11:00 | Belabieta      | 50  |

| UCAM Murcia        | 3 - 1 | Hegoalde KE          | 28 de octubre | 17:00        | Infante           | 100 |
| Preconte Telde     | 4 - 3 | Soto del Real        | 28 de octubre | 18:00 (h.i.) | Paco Artiles      | 200 |
| Tecnocasa Móstoles | 3 - 1 | Gironella            | 28 de octubre | 18:15        | Villafontana      | 200 |
| Cajasur Córdoba    | 5 - 5 | Valladolid FSF       | 28 de octubre | 18:30        | Guadalquivir      | 100 |
| FSF Cádiz          | 6 - 4 | Diamante Rioja       | 28 de octubre | 18:30        | Fernando Portillo | 200 |
| Kettal Fuenlabrada | 1 - 4 | Encofra Navalcarnero | 28 de octubre | 19:00        | El Trigal         | 250 |
| Femesala Elche     | 7 - 0 | FSF Castelldefels    | 28 de octubre | 19:30        | Esperanza Lag     | 300 |
| Collado Villalba   | 1 - 2 | Mainfer Zaragoza     | 29 de octubre | 12:30        | Mun. C. Villalba  | 200 |

| FSF Castelldefels  | 3 - 2 | FSF Cádiz            | 4 de noviembre | 16:30 | Can Roca       | 150 |
| Mainfer Zaragoza   | 6 - 6 | Cajasur Córdoba      | 4 de noviembre | 17:00 | Delicias       | 150 |
| Hegoalde KE        | 2 - 4 | Femesala Elche       | 4 de noviembre | 17:00 | Usabal         | 200 |
| Soto del Real      | 2 - 1 | Kettal Fuenlabrada   | 4 de noviembre | 17:00 | Mun. Soto Real | 100 |
| Valladolid FSF     | 4 - 3 | UCAM Murcia          | 4 de noviembre | 17:30 | Parquesol      | 200 |
| Diamante Rioja     | 1 - 2 | Preconte Telde       | 4 de noviembre | 18:00 | Pal. Deportes  | 200 |
| Gironella          | 3 - 1 | Encofra Navalcarnero | 4 de noviembre | 18:00 | Mun. Gironella | 250 |
| Tecnocasa Móstoles | 7 - 2 | Collado Villalba     | 4 de noviembre | 18:15 | Villafontana   | 300 |

| UCAM Murcia          | 12 - 3 | Mainfer Zaragoza   | 11 de noviembre | 17:00        | Infante           | 100 |
| Cajasur Córdoba      | 4 - 5  | Tecnocasa Móstoles | 11 de noviembre | 18:30        | Guadalquivir      | 150 |
| FSF Cádiz            | 2 - 2  | Hegoalde KE        | 11 de noviembre | 18:30        | Fernando Portillo | 200 |
| Encofra Navalcarnero | 7 - 1  | Soto del Real      | 11 de noviembre | 18:30        | La Estación       | 100 |
| Preconte Telde       | 4 - 0  | FSF Castelldefels  | 11 de noviembre | 18:00 (h.i.) | Paco Artiles      | 150 |
| Kettal Fuenlabrada   | 0 - 1  | Diamante Rioja     | 11 de noviembre | 19:00        | El Trigal         | 300 |
| Femesala Elche       | 8 - 1  | Valladolid FSF     | 11 de noviembre | 19:30        | Esperanza Lag     | 200 |
| Collado Villalba     | 2 - 4  | Gironella          | 12 de noviembre | 12:30        | Mun. C. Villalba  | 200 |

| Valladolid FSF     | 5 - 5 | FSF Cádiz            | 18 de noviembre | 17:30 | Parquesol       | 150 |
| Hegoalde KE        | 4 - 3 | Preconte Telde       | 18 de noviembre | 17:30 | Usabal          | 200 |
| Mainfer Zaragoza   | 1 - 3 | Femesala Elche       | 18 de noviembre | 18:00 | Delicias        | 250 |
| Diamante Rioja     | 0 - 3 | Encofra Navalcarnero | 18 de noviembre | 18:00 | Pal. Deportes   | 200 |
| Gironella          | 1 - 2 | Soto del Real        | 18 de noviembre | 18:00 | Mun. Gironella  | 300 |
| Tecnocasa Móstoles | 5 - 2 | UCAM Murcia          | 18 de noviembre | 18:15 | Villafontana    | 350 |
| FSF Castelldefels  | 2 - 3 | Kettal Fuenlabrada   | 18 de noviembre | 18:30 | Can Roca        | 150 |
| Collado Villalba   | 2 - 7 | Cajasur Córdoba      | 19 de noviembre | 12:30 | Blas Echevarría | 100 |

| UCAM Murcia          | 5 - 3  | Collado Villalba   | 25 de noviembre | 17:00       | Infante           | 120 |
| Soto del Real        | 3 - 3  | Diamante Rioja     | 25 de noviembre | 17:15       | Mun. Soto Real    | 100 |
| Cajasur Córdoba      | 4 - 4  | Gironella          | 25 de noviembre | 18:30       | Guadalquivir      | 250 |
| FSF Cádiz            | 1 - 2  | Mainfer Zaragoza   | 25 de noviembre | 18:30       | Fernando Portillo | 100 |
| Encofra Navalcarnero | 7 - 1  | FSF Castelldefels  | 25 de noviembre | 18:30       | La Estación       | 150 |
| Preconte Telde       | 11 - 2 | Valladolid FSF     | 25 de noviembre | 18:00 (h.i) | Paco Artiles      | 200 |
| Kettal Fuenlabrada   | 5 - 7  | Hegoalde KE        | 25 de noviembre | 19:00       | El Trigal         | 250 |
| Femesala Elche       | 5 - 2  | Tecnocasa Móstoles | 25 de noviembre | 19:30       | Esperanza Lag     | 400 |

| Tecnocasa Móstoles | 6 - 3  | FSF Cádiz            | 9 de diciembre | 16:00 | Villafontana      | 150 |
| Cajasur Córdoba    | 1 - 3  | UCAM Murcia          | 9 de diciembre | 17:00 | Guadalquivir      | 150 |
| Valladolid FSF     | 3 - 2  | Kettal Fuenlabrada   | 9 de diciembre | 17:30 | Parquesol         | 100 |
| Collado Villalba   | 2 - 13 | Femesala Elche       | 9 de diciembre | 18:00 | Blas Echevarría   | 100 |
| Mainfer Zaragoza   | 1 - 6  | Preconte Telde       | 9 de diciembre | 18:00 | Delicias Bombarda | 150 |
| Hegoalde KE        | 1 - 5  | Encofra Navalcarnero | 9 de diciembre | 18:00 | Usabal            | 100 |
| FSF Castelldefels  | 1 - 3  | Soto del Real        | 9 de diciembre | 18:00 | Can Roca          | 200 |
| Gironella          | 4 - 6  | Diamante Rioja       | 9 de diciembre | 18:00 | Mun. Gironella    | 300 |

| Soto del Real        | 2 - 3  | Hegoalde KE        | 16 de diciembre | 17:00        | Mun. Soto Real    | 200 |
| Preconte Telde       | 0 - 12 | Tecnocasa Móstoles | 16 de diciembre | 17:15 (h.i.) | Paco Artiles      | 100 |
| Encofra Navalcarnero | 7 - 2  | Valladolid FSF     | 16 de diciembre | 18:00        | La Estación       | 100 |
| Diamante Rioja       | 9 - 2  | FSF Castelldefels  | 16 de diciembre | 18:00        | Pal. Deportes     | 200 |
| Femesala Elche       | 7 - 0  | Cajasur Córdoba    | 16 de diciembre | 18:30        | Esperanza Lag     | 150 |
| FSF Cádiz            | 3 - 4  | Collado Villalba   | 16 de diciembre | 18:30        | Fernando Portillo | 500 |
| UCAM Murcia          | 2 - 3  | Gironella          | 16 de diciembre | 18:45        | Infante           | 100 |
| Kettal Fuenlabrada   | 3 - 8  | Mainfer Zaragoza   | 16 de diciembre | 19:00        | El Trigal         | 150 |

| Cajasur Córdoba    | 6 - 0 | FSF Cádiz            | 6 de enero | 12:00 | PDM Vista Alegre  | 200  |
| Gironella          | 1 - 0 | FSF Castelldefels    | 6 de enero | 18:00 | Mun. Gironella    | 1000 |
| Tecnocasa Móstoles | 6 - 2 | Kettal Fuenlabrada   | 6 de enero | 18:15 | Villafontana      | 200  |
| Mainfer Zaragoza   | 2 - 4 | Encofra Navalcarnero | 7 de enero | 12:00 | Delicias Bombarda | 100  |
| UCAM Murcia        | 6 - 1 | Femesala Elche       | 7 de enero | 12:15 | Infante           | 200  |
| Collado Villalba   | 1 - 6 | Preconte Telde       | 7 de enero | 12:30 | Blas Echevarría   | 100  |
| Valladolid FSF     | 5 - 3 | Soto del Real        | 7 de enero | 12:30 | Parquesol         | 150  |
| Hegoalde KE        | 3 - 4 | Diamante Rioja       | 7 de enero | 13:00 | Usabal            | 300  |

| Soto del Real        | 3 - 7 | Mainfer Zaragoza   | 13 de enero | 17:30       | Mun. Soto Real         | 200 |
| Gironella            | 0 - 9 | Femesala Elche     | 13 de enero | 18:00       | Mun. Gironella         | 300 |
| Diamante Rioja       | 5 - 1 | Valladolid FSF     | 13 de enero | 18:00       | Bretón de los Herreros | 200 |
| Preconte Telde       | 5 - 5 | Cajasur Córdoba    | 13 de enero | 18:00 (h.i) | Paco Artiles           | 150 |
| FSF Cádiz            | 1 - 5 | UCAM Murcia        | 13 de enero | 18:30       | Fernando Portillo      | 200 |
| Encofra Navalcarnero | 8 - 4 | Tecnocasa Móstoles | 13 de enero | 18:30       | La Estación            | 400 |
| Kettal Fuenlabrada   | 4 - 1 | Collado Villalba   | 13 de enero | 19:00       | El Trigal              | 250 |
| FSF Castelldefels    | 2 - 5 | Hegoalde KE        | 13 de enero | 19:30       | Can Roca               | 150 |

| UCAM Murcia        | 7 - 2  | Preconte Telde       | 20 de enero | 17:00 | Infante           | 150 |
| Valladolid FSF     | 4 - 2  | FSF Castelldefels    | 20 de enero | 17:30 | Parquesol         | 300 |
| Hegoalde KE        | 4 - 3  | Gironella            | 20 de enero | 17:30 | Usabal            | 150 |
| Mainfer Zaragoza   | 4 - 3  | Diamante Rioja       | 20 de enero | 18:00 | Delicias Bombarda | 200 |
| Tecnocasa Móstoles | 7 - 3  | Soto del Real        | 20 de enero | 18:15 | Villafontana      | 200 |
| Femesala Elche     | 5 - 1  | FSF Cádiz            | 20 de enero | 19:00 | Esperanza Lag     | 100 |
| Cajasur Córdoba    | 7 - 3  | Kettal Fuenlabrada   | 20 de enero | 19:00 | Guadalquivir      | 150 |
| Collado Villalba   | 1 - 11 | Encofra Navalcarnero | 21 de enero | 12:30 | Blas Echevarría   | 100 |

| Valladolid FSF     | 2 - 3 | Hegoalde KE          | 27 de enero | 17:30 | Parquesol         | 150 |
| Mainfer Zaragoza   | 6 - 0 | FSF Castelldefels    | 27 de enero | 18:00 | Delicias Bombarda | 250 |
| Tecnocasa Móstoles | 2 - 2 | Diamante Rioja       | 27 de enero | 18:15 | Villafontana      | 200 |
| FSF Cádiz          | 2 - 1 | Gironella            | 27 de enero | 18:30 | Fernando Portillo | 400 |
| Cajasur Córdoba    | 7 - 5 | Encofra Navalcarnero | 27 de enero | 18:30 | Guadalquivir      | 300 |
| UCAM Murcia        | 5 - 1 | Kettal Fuenlabrada   | 27 de enero | 18:45 | Infante           | 120 |
| Femesala Elche     | 4 - 1 | Preconte Telde       | 27 de enero | 19:30 | Esperanza Lag     | 350 |
| Collado Villalba   | 4 - 4 | Soto del Real        | 28 de enero | 12:30 | Blas Echevarría   | 200 |

| Soto del Real        | 2 - 5 | Cajasur Córdoba    | 10 de febrero | 17:30       | Mun. Soto Real | 100 |
| Gironella            | 6 - 2 | Valladolid FSF     | 10 de febrero | 18:00       | Mun. Gironella | 300 |
| Hegoalde KE          | 5 - 2 | Mainfer Zaragoza   | 10 de febrero | 18:00       | Usabal         | 100 |
| Diamante Rioja       | 6 - 1 | Collado Villalba   | 10 de febrero | 18:00       | Pal. Deportes  | 300 |
| Preconte Telde       | 5 - 3 | FSF Cádiz          | 10 de febrero | 18:00 (h.i) | Paco Artiles   | 200 |
| FSF Castelldefels    | 2 - 5 | Tecnocasa Móstoles | 10 de febrero | 18:30       | Can Roca       | 200 |
| Encofra Navalcarnero | 6 - 5 | UCAM Murcia        | 10 de febrero | 18:30       | La Estación    | 250 |
| Kettal Fuenlabrada   | 1 - 3 | Femesala Elche     | 10 de febrero | 19:00       | El Trigal      | 200 |

| UCAM Murcia        | 7 - 2 | Soto del Real        | 17 de febrero | 18:00       | Infante           | 100 |
| Femesala Elche     | 3 - 2 | Encofra Navalcarnero | 17 de febrero | 18:00       | Esperanza Lag     | 900 |
| Tecnocasa Móstoles | 9 - 1 | Hegoalde KE          | 17 de febrero | 18:15       | Villafontana      | 200 |
| Cajasur Córdoba    | 4 - 3 | Diamante Rioja       | 17 de febrero | 18:30       | Guadalquivir      | 150 |
| FSF Cádiz          | 3 - 3 | Kettal Fuenlabrada   | 17 de febrero | 18:30       | Fernando Portillo | 150 |
| Preconte Telde     | 2 - 3 | Gironella            | 17 de febrero | 20:00 (h.i) | Villa de Teror    | 100 |
| Mainfer Zaragoza   | 5 - 3 | Valladolid FSF       | 18 de febrero | 12:00       | Delicias Bombarda | 100 |
| Collado Villalba   | 3 - 2 | FSF Castelldefels    | 18 de febrero | 12:30       | Blas Echevarría   | 200 |

| Soto del Real        | 2 - 4 | Femesala Elche     | 24 de febrero | 17:00 | Mun. Soto Real | 250 |
| Valladolid FSF       | 1 - 4 | Tecnocasa Móstoles | 24 de febrero | 17:30 | Parquesol      | 200 |
| Gironella            | 8 - 5 | Mainfer Zaragoza   | 24 de febrero | 18:00 | Mun. Gironella | 350 |
| Hegoalde KE          | 7 - 2 | Collado Villalba   | 24 de febrero | 18:00 | Usabal         | 200 |
| Diamante Rioja       | 4 - 5 | UCAM Murcia        | 24 de febrero | 18:00 | Pal. Deportes  | 300 |
| Encofra Navalcarnero | 8 - 1 | FSF Cádiz          | 24 de febrero | 18:00 | La Estación    | 200 |
| FSF Castelldefels    | 3 - 6 | Cajasur Córdoba    | 24 de febrero | 18:30 | Can Roca       | 150 |
| Kettal Fuenlabrada   | 1 - 0 | Preconte Telde     | 24 de febrero | 19:00 | El Trigal      | 150 |

| Tecnocasa Móstoles | 4 - 2 | Mainfer Zaragoza     | 10 de marzo | 16:00       | Villafontana      | 150 |
| FSF Cádiz          | 2 - 3 | Soto del Real        | 10 de marzo | 17:30       | Fernando Portillo | 150 |
| Preconte Telde     | 0 - 3 | Encofra Navalcarnero | 10 de marzo | 18:00 (h.i) | Paco Artiles      | 250 |
| Kettal Fuenlabrada | 2 - 0 | Gironella            | 10 de marzo | 19:00       | El Trigal         | 150 |
| Cajasur Córdoba    | 3 - 3 | Hegoalde KE          | 10 de marzo | 19:00       | Guadalquivir      | 150 |
| UCAM Murcia        | 8 - 3 | FSF Castelldefels    | 10 de marzo | 19:00       | Infante           | 150 |
| Femesala Elche     | 6 - 1 | Diamante Rioja       | 11 de marzo | 11:30       | Esperanza Lag     | 250 |
| Collado Villalba   | 4 - 8 | Valladolid FSF       | 11 de marzo | 12:30       | Blas Echevarría   | 800 |

| Soto del Real        | 3 - 3 | Preconte Telde     | 17 de marzo | 17:00 | Mun. Soto Real | 150 |
| Valladolid FSF       | 2 - 6 | Cajasur Córdoba    | 17 de marzo | 17:30 | Parquesol      | 100 |
| Hegoalde KE          | 6 - 2 | UCAM Murcia        | 17 de marzo | 18:00 | Usabal         | 150 |
| Gironella            | 0 - 3 | Tecnocasa Móstoles | 17 de marzo | 18:00 | Mun. Gironella | 300 |
| Diamante Rioja       | 4 - 3 | FSF Cádiz          | 17 de marzo | 18:00 | Pal. Deportes  | 400 |
| FSF Castelldefels    | 0 - 7 | Femesala Elche     | 17 de marzo | 18:30 | Can Roca       | 200 |
| Encofra Navalcarnero | 4 - 1 | Kettal Fuenlabrada | 17 de marzo | 18:30 | La Estación    | 300 |
| Mainfer Zaragoza     | 7 - 4 | Collado Villalba   | 18 de marzo | 12:30 | Delicias       | 150 |

| Collado Villalba     | 2 - 7 | Tecnocasa Móstoles | 22 de marzo | 21:00       | Blas Echevarría   | 100 |
| Preconte Telde       | 2 - 2 | Diamante Rioja     | 24 de marzo | 18:00 (h.i) | Paco Artiles      | 100 |
| Encofra Navalcarnero | 4 - 3 | Gironella          | 24 de marzo | 18:30       | La Estación       | 500 |
| Cajasur Córdoba      | 4 - 3 | Mainfer Zaragoza   | 24 de marzo | 19:00       | Guadalquivir      | 150 |
| Kettal Fuenlabrada   | 3 - 3 | Soto del Real      | 24 de marzo | 19:00       | El Trigal         | 150 |
| Femesala Elche       | 4 - 2 | Hegoalde KE        | 25 de marzo | 12:00       | Esperanza Lag     | 200 |
| UCAM Murcia          | 6 - 5 | Valladolid FSF     | 25 de marzo | 12:15       | Infante           | 100 |
| FSF Cádiz            | 2 - 4 | FSF Castelldefels  | 25 de marzo | 12:30       | Fernando Portillo | 50  |

| Valladolid FSF     | 1 - 4  | Femesala Elche       | 31 de marzo | 17:30 | Pilar Fernández Valderrama | 150 |
| Soto del Real      | 2 - 3  | Encofra Navalcarnero | 31 de marzo | 17:30 | Mun. Soto Real             | 100 |
| Gironella          | 10 - 5 | Collado Villalba     | 31 de marzo | 18:00 | Mun. Gironella             | 400 |
| Mainfer Zaragoza   | 2 - 6  | UCAM Murcia          | 31 de marzo | 18:00 | Delicias                   | 100 |
| Diamante Rioja     | 3 - 0  | Kettal Fuenlabrada   | 31 de marzo | 18:00 | Pal. Deportes              | 200 |
| Tecnocasa Móstoles | 6 - 2  | Cajasur Córdoba      | 31 de marzo | 18:15 | Villafontana               | 150 |
| FSF Castelldefels  | 1 - 5  | Preconte Telde       | 31 de marzo | 18:30 | Can Roca                   |     |
| Hegoalde KE        | 8 - 3  | FSF Cádiz            | 1 de abril  | 12:00 | Usabal                     | 100 |

| Soto del Real        | 5 - 8  | Gironella          | 14 de abril | 17:00       | Mun. Soto Real    | 100 |
| UCAM Murcia          | 3 - 5  | Tecnocasa Móstoles | 14 de abril | 18:00       | Infante           | 100 |
| Femesala Elche       | 10 - 2 | Mainfer Zaragoza   | 14 de abril | 18:00       | Esperanza Lag     | 150 |
| Cajasur Córdoba      | 3 - 1  | Collado Villalba   | 14 de abril | 18:30       | Guadalquivir      | 150 |
| Encofra Navalcarnero | 3 - 1  | Diamante Rioja     | 14 de abril | 18:30       | La Estación       | 100 |
| Kettal Fuenlabrada   | 2 - 4  | FSF Castelldefels  | 14 de abril | 19:00       | El Trigal         | 250 |
| FSF Cádiz            | 3 - 2  | Valladolid FSF     | 15 de abril | 12:15       | Fernando Portillo | 200 |
| Preconte Telde       | 5 - 1  | Hegoalde KE        | 12 de mayo  | 18:00 (h.i) | Paco Artiles      |     |

| Gironella          | 4 - 4 | Cajasur Córdoba      | 21 de abril | 17:30 | Mun. Gironella             | 300 |
| Valladolid FSF     | 3 - 3 | Preconte Telde       | 21 de abril | 17:30 | Pilar Fernández Valderrama | 250 |
| Mainfer Zaragoza   | 2 - 3 | FSF Cádiz            | 21 de abril | 18:00 | Delicias                   | 250 |
| Hegoalde KE        | 5 - 5 | Kettal Fuenlabrada   | 21 de abril | 18:00 | Usabal                     | 100 |
| Diamante Rioja     | 2 - 1 | Soto del Real        | 21 de abril | 18:00 | Bretón de los Herreros     | 200 |
| Tecnocasa Móstoles | 1 - 6 | Femesala Elche       | 21 de abril | 18:15 | Villafontana               | 400 |
| FSF Castelldefels  | 2 - 7 | Encofra Navalcarnero | 21 de abril | 18:30 | Can Roca                   | 300 |
| Collado Villalba   | 7 - 8 | UCAM Murcia          | 21 de abril | 20:30 | Blas Echevarría            | 200 |

| Diamante Rioja       | 5 - 4  | Gironella          | 28 de abril | 16:00       | Pal. Deportes     | 200 |
| UCAM Murcia          | 3 - 3  | Cajasur Córdoba    | 28 de abril | 17:00       | Infante           | 150 |
| Soto del Real        | 11 - 1 | FSF Castelldefels  | 28 de abril | 17:30       | Mun. Soto Real    | 50  |
| Femesala Elche       | 10 - 1 | Collado Villalba   | 28 de abril | 18:00       | Esperanza Lag     | 250 |
| Encofra Navalcarnero | 5 - 0  | Hegoalde KE        | 28 de abril | 18:30       | La Estación       | 150 |
| Preconte Telde       | 10 - 3 | Mainfer Zaragoza   | 28 de abril | 18:00 (h.i) | Paco Artiles      | 200 |
| Kettal Fuenlabrada   | 0 - 2  | Valladolid FSF     | 28 de abril | 19:00       | El Trigal         | 100 |
| FSF Cádiz            | 3 - 5  | Tecnocasa Móstoles | 30 de abril | 19:30       | Fernando Portillo |     |

| Valladolid FSF     | 0 - 1 | Encofra Navalcarnero | 5 de mayo | 17:30 | Pilar Fernández Valderrama | 125 |
| Gironella          | 1 - 2 | UCAM Murcia          | 5 de mayo | 18:00 | Mun. Gironella             | 300 |
| Mainfer Zaragoza   | 4 - 5 | Kettal Fuenlabrada   | 5 de mayo | 18:00 | Delicias                   | 250 |
| Hegoalde KE        | 3 - 1 | Soto del Real        | 5 de mayo | 18:00 | Usabal                     | 100 |
| Collado Villalba   | 4 - 3 | FSF Cádiz            | 5 de mayo | 18:15 | Blas Echevarría            | 200 |
| Tecnocasa Móstoles | 6 - 4 | Preconte Telde       | 5 de mayo | 18:15 | Villafontana               | 200 |
| Cajasur Córdoba    | 4 - 9 | Femesala Elche       | 5 de mayo | 18:30 | Guadalquivir               | 150 |
| FSF Castelldefels  | 3 - 5 | Diamante Rioja       | 5 de mayo | 18:30 | Can Roca                   | 300 |

| FSF Castelldefels    | 2 - 4 | Gironella          | 19 de mayo | 12:30        | Can Roca          | 700 |
| Soto del Real        | 5 - 3 | Valladolid FSF     | 19 de mayo | 17:30        | Mun. Soto Real    | 100 |
| Preconte Telde       | 7 - 2 | Collado Villalba   | 19 de mayo | 18:00 (h.i.) | Paco Artiles      | 100 |
| Femesala Elche       | 9 - 3 | UCAM Murcia        | 19 de mayo | 18:30        | Esperanza Lag     | 700 |
| Encofra Navalcarnero | 6 - 2 | Mainfer Zaragoza   | 19 de mayo | 18:30        | La Estación       | 150 |
| Kettal Fuenlabrada   | 2 - 7 | Tecnocasa Móstoles | 19 de mayo | 19:00        | El Trigal         | 200 |
| Diamante Rioja       | 2 - 2 | Hegoalde KE        | 20 de mayo | 12:00        | Pal. Deportes     |     |
| FSF Cádiz            | 3 - 1 | Cajasur Córdoba    | 20 de mayo | 12:30        | Fernando Portillo | 300 |

| Valladolid FSF     | 3 - 0  | Diamante Rioja       | 26 de mayo | 17:30 | Pilar Fernández Valderrama | 200 |
| Collado Villalba   | 6 - 9  | Kettal Fuenlabrada   | 26 de mayo | 18:00 | Blas Echevarría            | 200 |
| Mainfer Zaragoza   | 4 - 5  | Soto del Real        | 26 de mayo | 18:00 | Delicias                   | 200 |
| Hegoalde KE        | 7 - 0  | FSF Castelldefels    | 26 de mayo | 18:00 | Usabal                     | 150 |
| Tecnocasa Móstoles | 2 - 3  | Encofra Navalcarnero | 26 de mayo | 18:15 | Villafontana               | 450 |
| Cajasur Córdoba    | 2 - 1  | Preconte Telde       | 26 de mayo | 18:30 | Guadalquivir               | 200 |
| Femesala Elche     | 4 - 1  | Gironella            | 26 de mayo | 18:30 | Esperanza Lag              | 600 |
| UCAM Murcia        | 11 - 2 | FSF Cádiz            | 27 de mayo | 11:45 | Cabezo de Torres           | 150 |

| FSF Castelldefels    | 5 - 5  | Valladolid FSF     | 2 de junio | 12:30        | Can Roca          | 150 |
| Soto del Real        | 1 - 5  | Tecnocasa Móstoles | 2 de junio | 17:30        | Mun. Soto Real    | 100 |
| Gironella            | 1 - 1  | Hegoalde KE        | 2 de junio | 18:00        | Mun. Gironella    | 300 |
| Preconte Telde       | 3 - 8  | UCAM Murcia        | 2 de junio | 18:00 (h.i.) | Paco Artiles      | 200 |
| FSF Cádiz            | 4 - 11 | Femesala Elche     | 2 de junio | 18:30        | Fernando Portillo | 150 |
| Kettal Fuenlabrada   | 6 - 8  | Cajasur Córdoba    | 2 de junio | 18:30        | El Trigal         | 150 |
| Encofra Navalcarnero | 13 - 2 | Collado Villalba   | 2 de junio | 18:30        | La Estación       | 150 |
| Diamante Rioja       | 3 - 3  | Mainfer Zaragoza   | 3 de junio | 12:00        | Pal. Deportes     | 200 |

## Estadísticas

### Goleadoras
| Puesto                                    | Jugadora       | Equipo             | Goles |
| ----------------------------------------- | -------------- | ------------------ | ----- |
| 1                                         | Beatriz Martín | Femesala Elche     | 47    |
| 1                                         | Sofía Candela  | Ucam Murcia        | 47    |
| 3                                         | Eva Manguán    | Futsi Navalcarnero | 44    |
| 4                                         | Alicia Morell  | Ucam Murcia        | 42    |
| 5                                         | Pitu           | Móstoles           | 38    |
| 5                                         | Sara Moreno    | Cajasur Córdoba    | 38    |
| 7                                         | Natalia Flores | Móstoles           | 31    |
| 8                                         | Ampi           | Cajasur Córdoba    | 30    |
| 9                                         | Patri Jornet   | Femesala Elche     | 28    |
| 9                                         | María García   | Cajasur Córdoba    | 28    |
| Última actualización: 2 de junio de 2007. |                |                    |       |